# Passo di Valcava
Der Passo di Valcava oder Valico di Valcava ist ein 1336 Meter hoher Gebirgspass in den italienischen Alpen. Er befindet sich in der Region Lombardei und verbindet über die SP179 und SP22 die Gemeinden Torre de’ Busi im Westen mit Almenno San Salvatore im Osten. Sein Name geht auf die kleine Ortschaft Valcava zurück, die sich unweit der Passhöhe befindet.
Der Pass erlangte durch die Lombardei-Rundfahrt und den Giro d’Italia größere Bekanntheit.

## Lage und Auffahrten
Der Passo di Valcava befindet sich in der Provinz Bergamo südwestlich des Comer Sees und führt über die Bergamasker Alpen. Er verbindet das Val San Martino mit dem Valle Imagna. Die Passhöhe kann über vier Auffahrten erfolgen, von denen drei aus Richtung Osten starten.
Die Westauffahrt beginnt kurz vor San Gottardo und führt auf der SP179 über 15 Kehren auf die Passhöhe. Nach einem flachen Kilometer erreicht man Torre de’ Busi, wo die Straße deutlich ansteigt und auf den anschließenden sechs Kilometern einen Steigungsschnitt von 7,6 % aufweist. Im Anschluss folgt der steilste Abschnitt, der mit einer durchschnittlichen Steigung von 11,3 % bis kurz vor die Passhöhe führt, ehe der letzte Kilometer mit 7,8 % wieder deutlich abflacht. Nach rund 7,5 Kilometern werden maximale Steigungsprozente von bis zu 17 % erreicht. Insgesamt weist die 11,6 Kilometer lange Westauffahrt eine durchschnittliche Steigung von 8 % auf.
Die Ostauffahrten starten in Almenno San Salvatore, Capizzone und Sant’Omobono Terme, ehe sie bei Costa Valle Imagna rund 5 Kilometer vor der Passhöhe in die SP22 münden. Die südlicheren Auffahrten von Almenno San Salvatore und Capizzone sind rund 10 Kilometer lang und weisen Steigungsprozente von etwa 7 % auf, ehe ein längeres Flachstück nach Costa Valle Imagna führt. Die nördliche Auffahrt hingegen weist teilweise Kilometerschnitte von 8 % auf und mündet direkt in die Abzweigung. Die Steigung der letzten fünf Kilometer liegt im Schnitt bei rund 6 %.

## Radsport
Lombardei-Rundfahrt
Um die Lombardei-Rundfahrt selektiver zu gestalten, wurde der Passo di Valcava im Jahr 1986 ins Programm des Rennens aufgenommen. Er stellte die vorletzte Steigung dar und sorgte für eine Vorselektion, die den Rennausgang maßgeblich beeinflusste. Auch in den anschließenden Jahren spielte der Pass eine zentrale Rolle. Bei der 83. Austragung im Jahr 1989 setzte sich der Schweizer Tony Rominger über 100 Kilometer vor dem Ziel von den übrigen Fahrern ab und kam mit einem Vorsprung von über zweieinhalb Minuten als Solist in Mailand an. Auch nach einer Streckenänderung im Jahr 1990 blieb der Passo di Valcava der entscheidende Anstieg des Rennens, ehe er im Jahr 1994 das letzte Mal befahren wurde.
Ab dem Jahr 1995 wurde der Passo di Valcava durch den Colle Valpiana ersetzt, der von Almenno San Salvatore über Roncola führte und somit wenige Meter unterhalb der Passhöhe des Passo di Valcava vorbeiführte.
Mit dem neuen Zielort Lecco kehrte die Westauffahrt des Passo di Valcava im Jahr 2011 ins Programm der Lombardei-Rundfahrt zurück, wobei der Anstieg die erste Schwierigkeit des Tages darstellte und in der frühen Rennphase überquert wurde. Nach einer weiteren Streckenänderung im Jahr 2014 wurde der Pass erneut aus dem Programm gestrichen, ehe er zuletzt im Jahr 2016 die zweite Rennhälfte eröffnete.
Giro d‘Italia
Der Giro d’Italia überquerte die Passhöhe des Passo di Valcava erstmals im Jahr 2012. Im Rahmen der 15. Etappe stellte die bekanntere Westauffahrt die erste Bergwertung des Tages dar. Mit Matteo Rabottini überquerte damals ein Italiener den Pass, der als Anstieg der 1. Kategorie klassifiziert war. Im Jahr 2023 wurde erneut die Westauffahrt zum Auftakt der 15. Etappe befahren. Der Ire Ben Healy erreichte die Kuppe des Anstieg als Erster.
| Jahr | Etappe     | Bergwertung  | Erster am Gipfel | Auffahrt            |
| ---- | ---------- | ------------ | ---------------- | ------------------- |
| 2012 | 15. Etappe | 1. Kategorie | Matteo Rabottini | West (San Gottardo) |
| 2023 | 15. Etappe | 1. Kategorie | Ben Healy        | West (San Gottardo) |